# Juan Canuti
Juan Canuti, noto col nome italianizzato di Giovanni Canuti (in catalano Joan Canut; Gerona, XV secolo – Algeri, 1545), è stato un vescovo cattolico spagnolo.

## Biografia
Juan Canuti nacque a Gerona, in provincia e diocesi omonima, verso la fine del XV secolo; ordinato presbitero in data ignota, esercitò per un tempo il ministero sacerdotale in Catalogna, sua terra natale.
Il 21 ottobre 1530 papa Clemente VII lo nominò vescovo di Carinola; vi rimase fino al 15 gennaio 1535, giorno in cui passò alle diocesi di Cariati e Cerenzia per volontà di papa Paolo III.
Nel luglio del 1544 venne rapito a Cariati, insieme ad altri prigionieri di fede cristiana, dal corsaro Khayr al-Din Barbarossa, dopo aver vinto la battaglia di Prevesa contro Andrea Doria del 1538; successivamente venne deportato in Algeria, dove morì nella capitale Algeri in condizioni di schiavitù nel 1545.